# Woldstedtius serranoi
Woldstedtius serranoi là một loài tò vò trong họ Ichneumonidae.